# Pearl Argyle
Pour les articles homonymes, voir Argyle.
Pearl Argyle, née le 7 novembre 1910 et morte le 29 janvier 1947, est une danseuse de ballet et comédienne sud-africaine. D'une grande beauté, elle est apparue dans des premiers rôles avec des compagnies anglaises de ballet dans les années 1930 et plus tard a joué dans des comédies musicales et dans des films.

## Jeunesse et formation
Pearl Wellman est la fille de Ernest James Wellman et de Marie Wellman, elle est née à Johannesbourg, la principale ville de la province du Transvaal (maintenant la province de Gauteng) et le centre d'extraction de l'or en Afrique du Sud. Situé sur l'intérieur des terres du plateau connu sous le Highveld, c'est la plus grande ville dans le monde qui n'est pas situé sur une rivière, un lac ou un littoral. On ne sait rien de ce qui a amené la famille Wellman dans la ville. Elle est pour la première entré dans l'histoire de la danse au milieu des années 1920, lorsqu'elle est apparue à Londres et s'est inscrite à des cours de ballet à l'école de Nicolas Legat, à Colet Gardens, et Dame Marie Rambert, à Notting Hill Gate.

## Filmographie
- 1932 : That Night in London de Rowland V. Lee - Eve Desborough
- 1934 : Chu Chin Chow de Walter Forde
- 1935 : Adventure Ltd. de George King
- 1935 : Royal Cavalcade de Herbert Brenon, W.P. Kellino, Norman Lee, Walter Summers, Thomas Bentley et Marcel Varnel
- 1936 : Les Mondes futurs (Things to Come) de William Cameron Menzies - Catherine Cabal
- 1941 : La Nuit de décembre de Kurt Bernhardt - Betty, la jeune ballerine

## Plus tard dans la vie
En 1938, elle s'est mariée avec le réalisateur Curtis Bernhardt.